# Штеттен
Штеттен (нем. Stetten AG, алем. нем. Schtette) — коммуна в Швейцарии, в кантоне Аргау.
Входит в состав округа Баден-Аргау. Население составляет 1522 человека (на 31 декабря 2007 года). Официальный код — 4041.